# Хаджи Сейит-Нафе
Хаджи Сейит-Нафе (Аджи-Сеит-Нафе, Сеит-Нафе) — мечеть в Старом городе Симферополя, находящаяся по адресу переулок Колодезный, 3. Здание мечети было построено в 1880-е годы. Памятник архитектуры.

## Архитектура
Двухэтажное здание мечети и минарет (позже был снесён) были построены из камня. Здание прямоугольное по форме, вытянуто с севера на юг (по направлению к кибле). Размеры помещения — 12,69 x 8,43 метра, толщина стен — 0,8 метра, высота потолка — 4,83 метра. Пол и потолок выполнен из дерева. В здании имеется восемь окон.

## История
Мечеть построена в период 1883—1884 годов. Здание построено на средства Хаджи Сейит-Нафе, сына Мехмед Эмина эфенди.
После установления власти большевиков, группа прихожан («церковная двадцатка») в 1922 году обратилась в церковный подотдел при административном отделе НКВД Крымской ССР с просьбой передать им мечеть в аренду. В этот период, согласно учётной карточке недвижимого имущества, в мечети находилось пять ковров, два войлока, шесть подсвечников и хрустальная электрическая люстра. Муллой мечети тогда являлся Ниметулла Бекир-эфенди, а председателем общины при мечети — Велиулле Эмире Сале.
К 1929 году мечеть значилась как «ликвидированная», однако уже в 1934 году являлась «функционирующей». В 1936 году мечеть была окончательно закрыта и использовалась в дальнейшем для хозяйственных нужд.
В 1990-х годах на фоне возвращения из мест депортации крымских татар мечеть была возвращена мусульманской общине. В 1998—1999 года в мечети был произведён ремонт.
Постановлением Совета министров Крыма № 261 от 14 декабря 1992 года мечеть была признана памятником архитектуры и градостроительства. По состоянию на 2010 год имамом мечети являлся Хаджи Мустафа Эфенди. По данным украинских СМИ в 2013 году при мечети Хаджи Сейит-Нафе существовала одноимённая община, прихожане которой являлись сторонниками Хизб ут-Тахрир аль-Ислами и не подчинялись крымскому Муфтияту.
Согласно подготовленной в 2016 году Департаментом архитектуры и строительства Республики Крым программы «Воссоздание столичного облика и благоустройство города Симферополь» мечеть Хаджи Сейит-Нафе была включена в перечень объектов для ремонта и реставрации.